# Ébouleau
Ébouleau es una comuna francesa situada en el departamento de Aisne, en la región de Alta Francia.

## Demografía
| 208 | 221 | 177 | 204 | 209 | 203 | 202 | 208 | 192 |
| Para los censos de 1962 a 1999 la población legal corresponde a la población sin duplicidades (Fuente: INSEE [Consultar]) |     |     |     |     |     |     |     |     |